# Helicoverpa punctigera
La isoca australiana (Helicoverpa punctigera) es una especie de lepidóptero ditrisio de la familia Noctuidae; se la halla en Australia y a veces llega a Nueva Zelanda.
Su envergadura es de unos 4 cm. Los adultos viven de 11 a 18 días en el laboratorio.
La larva se alimenta de varias especies vegetales y es considerada plaga del tabaco, lino, arvejas, alfalfa, girasol, algodón, maíz, tomate y otros cultivos.